# ستاره‌دار (فیلم)
ستاره‌دار (به انگلیسی: Starred Up) فیلمی محصول سال ۲۰۱۳ و به کارگردانی دیوید مکنزی است. در این فیلم بازیگرانی همچون جک اوکانل، بن مندلسون، روپرت فرند، سم اسپرول، دیوید اوری و فردریک اشمیت ایفای نقش کرده‌اند.